# بایو-تکنی
بایو-تکنی (انگلیسی: Bio-Techne) شرکت داروسازی آمریکایی است، که در سال ۱۹۶۷ تأسیس شد.